# Blue Gene

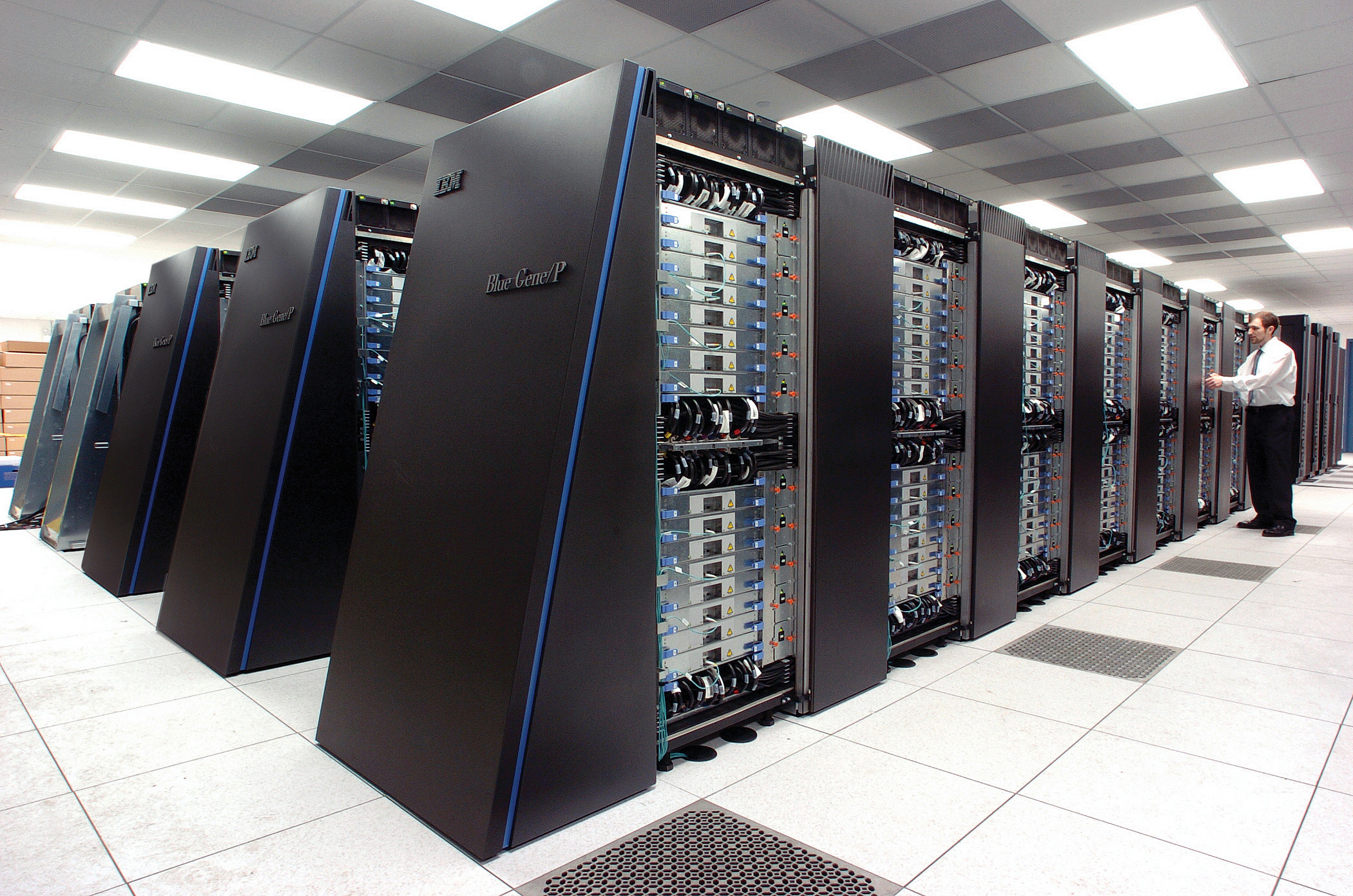
Blue Gene/P vid Argonne National Laboratory.

Blue Gene är en serie superdatorer från IBM baserad på PowerPC-arkitektur.
- Blue Gene/L – Utvecklad i samarbete med Lawrence Livermore National Laboratory. Ursprunglig prestanda var 280 TFLOPS, med det ökades till 478 TFLOPS 2007. Den slog rekordet som världens snabbaste dator i september 2004.
- Blue Gene/P – Andra generationen Blue Gene. Den blev den första datorn i Europa att nå 1 PFLOPS i juni 2009.
- Blue Gene/Q – Senaste utvecklingen av Blue Gene. Den första togs i bruk och uppnådde 16.32 PFLOPS när den lanserades i juni 2012.[1]